# Conscienciosité
La conscienciosité ou conscience est un trait de personnalité mis en évidence au travers du modèle des Big Five ainsi que du modèle HEXACO. C'est un trait qui consiste à être approfondi, prudent et vigilant et qui implique un désir de bien faire une tâche. Les personnes consciencieuses sont généralement efficaces et organisées par opposition à d'autres qui privilégieraient le travail vite fait et désorganisé. Les individus consciencieux présentent une tendance à l'auto-discipline (en), agissent loyalement, et visent la réalisation d'un objectif ; ils sont prévoyants plus que spontanés ce qui les place généralement comme des personnes de confiance dans la délégation de tâches. Ils se manifestent par des comportements caractéristiques comme étant soignés et systématiques; comprenant également des éléments tels que la prudence, la rigueur, et la délibération (la tendance à réfléchir avant d'agir). Le NEO PI-R met en évidence six sous-échelles à la conscienciosité : Le sentiment de compétence, l'ordre, le sens du devoir, la recherche de réussite, l'autodiscipline et la délibération.
Les individus consciencieux sont généralement travailleurs et fiables. Ils sont également sujet à une certaine forme de conformisme. Poussés à l'extrême, ces individus peuvent être perçus comme des « bourreaux de travail », perfectionnistes, avec des comportements parfois compulsifs. Les gens qui obtiennent de faibles résultats sur l'échelle de la conscienciosité ont tendance à être décontractés, moins orientés vers des buts précis, et moins attirés par le succès ; ils sont aussi plus susceptibles d'adopter un comportement antisocial et criminel.